# Ausserschwyz (Region)
Die Region Ausserschwyz bezeichnet heute die am Zürichsee und Obersee gelegenen Gebiete des Kantons Schwyz in der Schweiz. Dabei handelt es sich um die Bezirke March, Höfe und Einsiedeln.
Die Region ist nur bedingt deckungsgleich mit dem kurzlebigen Halbkanton Ausserschwyz (1831–1833), da damals andere Grenzverläufe herrschten und noch andere Kantonsteile zum Halbkanton gehörten.